# Marco Vaccari
Pour les articles homonymes, voir Vaccari.
Marco Vaccari (né le 17 juillet 1966 à Milan) est un athlète italien spécialiste du 400 mètres. 

## Biographie
Il remporte la médaille de bronze du relais 4 × 400 m lors des Championnats du monde en salle 1991, à Séville, en compagnie de Vito Petrella, Alessandro Aimar et Andrea Nuti. L'équipe d'Italie, qui établit le temps de 3 min 05 s 51, est devancée par l'Allemagne et les États-Unis. La même année, il remporte la médaille d'or du relais 4 x 400 m lors des Jeux méditerranéens à Athènes.

### Palmarès
| Date | Compétition                    | Lieu         | Résultat | Épreuve   | Performance   |
| ---- | ------------------------------ | ------------ | -------- | --------- | ------------- |
| 1991 | Championnats du monde en salle | Séville      | 3e       | 4 × 400 m | 3 min 05 s 51 |
| 1992 | Championnats d'Europe en salle | Gênes        | 5e       | 400 m     | 47 s 18       |
| 1992 | Jeux olympiques                | Barcelone    | 6e       | 4 × 400 m | 3 min 02 s 18 |
| 1997 | Jeux méditerranéens            | Bari         | 2e       | 400 m     | 45 s 74       |
| 1997 | Championnats du monde          | Athènes      | 7e       | 4 × 400 m | 3 min 01 s 52 |
| 1998 | Coupe du monde des nations     | Johannesburg | 7e       | 4 × 400 m | 3 min 03 s 95 |

#### Autres
- Champion d'Italie du 400 mètres : 1992, 1994, 1997 et 1999[2].

### Records
| Épreuve    | Performance | Lieu    | Date         |
| ---------- | ----------- | ------- | ------------ |
| 400 mètres | 45 s 47     | Bologne | 23 juin 1992 |